# Guillaume Vermette
Pour les articles homonymes, voir Vermette.
Guillaume Vermette, né le 7 mars 1988, est un clown humanitaire originaire de Trois-Rivières et une personnalité publique du Québec.

## Biographie
Depuis l'âge de 19 ans, Guillaume Vermette travaille en aide humanitaire. Diplômé en psychologie à l'Université du Québec à Trois-Rivières et en théâtre clownesque à l'École Clown Comédie Françine Côté, il intervient principalement comme artiste de cirque dans des camps de réfugiés, des orphelinats et des hôpitaux. Il a collaboré à plusieurs reprises avec le docteur Patch Adams et travaillé dans plus de 30 pays, à l'intérieur de projets d'aide humanitaire,,,,.
En parallèle à ses activités humanitaires, il travaille à sensibiliser le public à différentes situations et injustices sur la planète. Que ce soit à l'intérieur de ses conférences, lors de ses apparitions médiatiques et sur les réseaux sociaux. Son intention est de donner envie aux gens d'avoir un impact positif sur la planète,,,.
Il a reçu des dizaines de prix et distinctions pour ses accomplissements, dans les domaines de l'entrepreneuriat, de la culture et du bénévolat. Notamment, le premier prix XXL au Gala Mammouth 2017, en direct à Télé-Québec, et le prix Hommage Bénévolat Québec 2015, remis par le gouvernement du Québec, à l’Assemblée Nationale,,.